# Paweł Zagumny
Paweł Lech Zagumny (* 18. Oktober 1977 in Jasło) ist ein polnischer Volleyballspieler. Er nahm an vier olympischen Turnieren teil und wurde 2009 Europameister.

## Karriere
Zagumnys Eltern Lech und Hanna waren Erstliga-Volleyballer. Er begann seine eigene Karriere bei MKS MDK Warschau. Der Verein gewann die polnische Meisterschaft der Junioren und Zagumny wurde dabei als bester Zuspieler ausgezeichnet. Später ging er zu AZS Politechnika Warszawska, wo er unter Anleitung seines Vaters trainierte. 1995 wechselte er mit seinem Vater zu Czarni Radom. Da der polnische Volleyballverband jedoch Transfers junger Spieler untersagte, kam Zagumny in Radom zunächst nicht zum Einsatz. Mit den polnischen Junioren, bei denen er 1993 seinen ersten Einsatz hatte, wurde er 1996 in Israel Junioren-Europameister. Im gleichen Jahr debütierte er in der A-Nationalmannschaft. Er nahm an den Olympischen Spielen in Atlanta teil, die für Polen in der Vorrunde endeten. 1997 gewann er mit dem Nachwuchsteam die Junioren-Weltmeisterschaft in Bahrain. Mit seinem neuen Verein Czarni Radom wurde Zagumny in der folgenden Saison polnischer Vizemeister. Nach dem Debüt der Polen in der Weltliga nahm er an der Weltmeisterschaft 1998 teil, bei der sein Team jedoch nur einen Sieg erringen konnte. Die nächsten beiden Spielzeiten in der Liga endeten für Radom auf den Plätzen vier und sechs.
Im Jahr 2000 ging Zagumny nach Italien zu Edilbasso Padua. In Padua wurde er sofort Stammspieler, aber sein Verein kam in der Liga nicht über den zwölften Platz hinaus. 2001 spielten die Polen als Gastgeber in Kattowitz erstmals im Finale der Weltliga. Anschließend nahm Zagumny mit der Nationalmannschaft auch an der Europameisterschaft in Ostrava teil und kam auf den fünften Platz. In der italienischen Liga musste er sich in der folgenden Saison mit dem 13. Platz begnügen. Wegen einer Verletzung verpasste der Zuspieler die WM 2002. Nach dem elften Rang in der Saison 2002/03 verließ er die italienische Liga und kehrte zurück nach Polen. Mit seinem neuen Verein AZS UWM Olsztyn erreichte Zagumny 2004 als Dritter die Playoffs und wurde schließlich nach dem verlorenen Finale gegen Jastrzębski Węgiel polnischer Vizemeister. Mit der Nationalmannschaft qualifizierte er sich für das olympische Turnier in Athen. Dort unterlagen die Polen im Viertelfinale gegen Brasilien und wurden somit Fünfter.

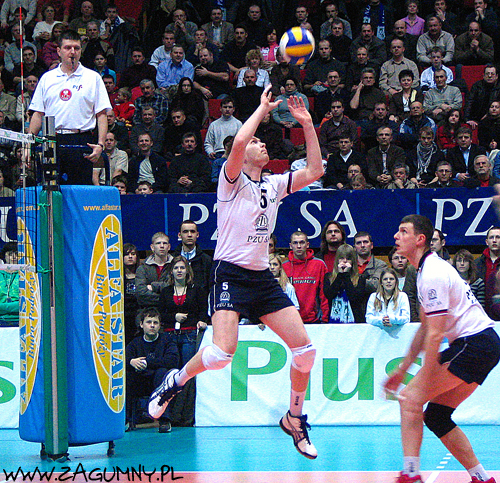
Saison 2006/07

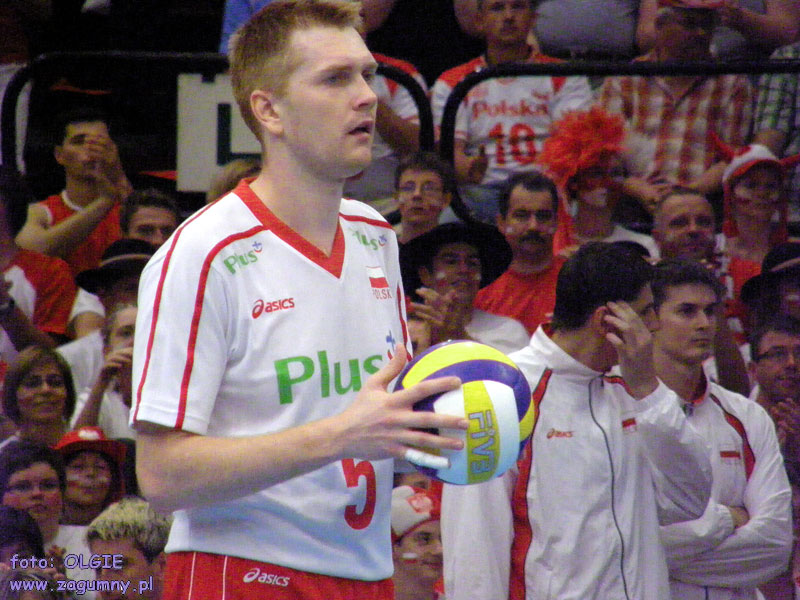
2007 bei der Nationalmannschaft

In der Saison 2004/05 erreichte Olsztyn wieder das Finale um die polnische Meisterschaft und verlor diesmal gegen Skra Bełchatów. Nach dem vierten Platz in der Weltliga konnte Zagumny wegen einer Verletzung nicht an der Europameisterschaft teilnehmen. Deshalb fehlte er auch in den ersten Ligaspielen seines Vereins, der am Ende der Saison den dritten Rang belegte. Bei der Weltmeisterschaft 2006 kam Polen bis ins Endspiel, das Brasilien 3:0 gewann. Zagumny wurde als bester Zuspieler des Turniers ausgezeichnet. Die nächste Saison in Polen endete für seinen Verein erneut auf dem dritten Platz. Mit der Nationalmannschaft reiste er als Vierter der Weltliga zur EM 2007. Polen kam in die zweite Runde und schaffte dort keinen Sieg mehr. Nachdem Olsztyn zum dritten Mal in Folge Dritter der polnischen Liga geworden war, nahm Zagumny auch 2008 an den Olympischen Spielen teil. Die Polen mussten sich im Viertelfinale Italien im Tiebreak geschlagen geben.
2009 erreichte Zagumny mit Olsztyn das nationale Pokalfinale gegen Skra Bełchatów. Im September kam die Nationalmannschaft ungeschlagen ins Endspiel der Europameisterschaft und gewann mit einem Sieg gegen Frankreich den Titel. Zagumny erhielt die individuelle Auszeichnung als bester Zuspieler. Anschließend verließ er zum zweiten Mal die polnische Liga und spielte ein Jahr bei Panathinaikos Athen. Mit den Griechen wurde er Pokalsieger und Vizemeister. Bei der Weltmeisterschaft 2010 schied Polen in der zweiten Runde aus. Der Zuspieler kehrte zurück nach Polen und kam zu seinem heutigen Verein Zaksa Kędzierzyn-Koźle. In der Saison 2010/11 wurde er mit Zaksa in der Liga, im nationalen Pokalwettbewerb und im CEV-Pokal jeweils Zweiter. Da er nach der WM 2010 eine Pause in der Nationalmannschaft eingelegt hatte und die Teilnahme an der Weltliga 2011 verweigerte, nominierte Trainer Andrea Anastasi ihn auch nicht für die Europameisterschaft. Zum World Cup kehrte Zagumny zurück ins Team, das den Wettbewerb als Zweiter beendete. Nach dem dritten Platz in der Liga gewann der Zuspieler mit den Polen die Weltliga 2012. Außerdem erlebte er in London sein viertes olympisches Turnier.

## Privates
Zagumny besuchte die Sporthochschule in Warschau. Während seiner Zeit in Olsztyn studierte er an der Universität Ermland-Masuren. Am 19. Juli 2003 heiratete er Oliwią Brochocką. Seine Frau ist ebenfalls Volleyballerin. Das Paar hat eine Tochter und einen Sohn.